# Prinsessan Margriet av Nederländerna
Prinsessan Margriet Francisca av Nederländerna, född 19 januari 1943 på internationellt territorium i Ottawa i Kanada, är en holländsk prinsessa. Hon är dotter till drottning Juliana av Nederländerna och prins Bernhard av Nederländerna samt yngre syster till prinsessan och den tidigare drottningen Beatrix av Nederländerna. Såsom faster till den regerande monarken Willem-Alexander av Nederländerna är hon medlem av det kungliga huset i Nederländerna och för närvarande åttonde och sista i tronföljden.
Prinsessan Margriet har ofta representerat monarken vid officiella och halvofficiella sammanhang. Några av dessa har ägt rum i Kanada, där hon föddes, och till evenemang kopplade till den holländska handelsflottan vilken hon är beskyddare för.

## Födelse och Kanada
Margriets föräldrar var dåvarande prinsessan Juliana av Nederländerna och prins Bernhard. Hennes mor var presumtiv tronföljare till drottning Vilhelmina.

Den holländska kungafamiljen gick i exil när Nederländerna ockuperades av Nazityskland 1940 och tog sig till Kanada. Margriet föddes på Ottawa Civic Hospital i Ottawa. Sjukhusets förlossningsavdelning förklarades tillfälligt vara exterritorialitet av den kanadensiska regeringen. Detta försäkrade att den nyfödda inte föddes i Kanada och därmed inte blev brittisk medborgare enligt territorialprincipen. I stället skulle barnet endast ärva holländskt medborgarskap från modern enligt principen jus sanguinis. Därmed var det möjligt för barnet att ärva den holländska tronen.
Det är ett vanligt missförstånd att den kanadensiska regeringen förklarade förlossningsavdelningen som holländskt territorium. Det var aldrig nödvändigt eftersom Kanada följer jus soli medan Nederländerna tillämpar jus sanguinis. Det räckte att Kanada tillfälligt avsade sig territoriet.
Prinsessan Margriet fick sitt namn efter margerit, blomman som bars som symbol för motståndet emot Nazityskland. Hon döptes i St. Andrew's Presbyterian Church i Ottawa den 29 juni 1943. Hennes gudföräldrar var USA:s president Franklin D. Roosevelt, änkedrottning Mary av Storbritannien, Kanadas generalguvernör lord Athlone (bror till änkedrottning Mary), kronprinsessan Märtha av Norge och Martine Roell (hovdam till prinsessan Juliana i Kanada).

## Ungdom och utbildning
Det var inte förrän i augusti 1946, efter att Nederländerna hade befriats, som prinsessan Margriet för första gången besökte Nederländerna. Prinsessan Juliana och prins Bernhard återvände till slottet Soestdijk i Baarn, där familjen hade bott före kriget. 1961 tog prinsessan examen fån gymnasiet i Baarn. Sedan följde ett års studier i franska och konsthistoria vid Montpelliers universitet och därefter några inledande juridiska föreläsningar vid universitetet i Leiden.

## Äktenskap och barn
Under sina studier vid universitetet i Leiden mötte prinsessan Margriet sin blivande make, Pieter van Vollenhoven. Deras förlovning tillkännagavs den 10 mars 1965 och de gifte sig den 10 januari 1967 i Sint-Jacobskerk i Haag. Prinsessan var den första medlemmen av kungahuset Oranien som gifte sig med en icke-kunglig person och det riktades kritik mot kungahuset. Men tack vare drottning Juliana kunde bröllopet äga rum. Ett dekret gick ut att eventuella barn skulle bära titeln Prins/Prinsessa av Nassau-Oranien, van Vollenhoven, med  tilltalstiteln Höghet, titlar som inte skulle ärvas av deras efterkommande.
Paret har fyra barn: 
1. Prins Maurits av Nassau-Oranien, van Vollenhoven (född 17 april 1968),
2. Prins Bernhard av Nassau-Oranien, van Vollenhoven (född 25 december 1969)
3. Prins Pieter-Christian av Nassau-Oranien, van Vollenhoven (född 22 mars 1972)
4. Prins Floris av Nassau-Oranien, van Vollenhoven (född 10 april 1975)

Prinsessan och hennes make bosatte sig i högra flygeln till slottet Het Loo i Apeldoorn. 1975 flyttade familjen till sitt nuvarande hem, ett nybyggt hus på slottets ägor.

## Intressen och aktiviteter

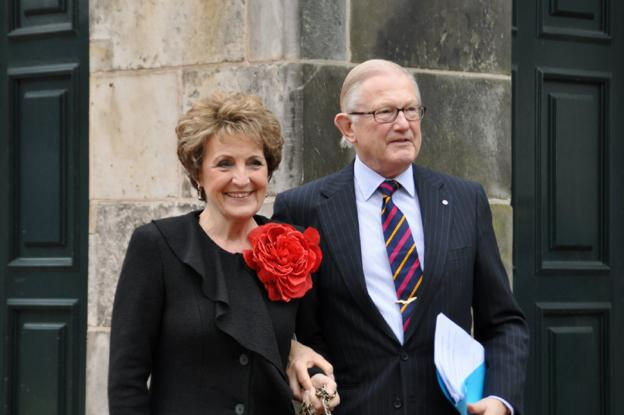
Prinsessan Margriet och maken Peter van Vollenhoven (2011).

1980 blev Margriets syster Beatrix drottning av Nederländerna. Under sitt invigningstal indikerade Beatrix att hon i sin egenskap av statschef, förutom sin man prins Claus, också skulle få stöd av sin syster Margriet. Från och med den tiden blev Margriet "reservdrottning" i Nederländerna. I denna egenskap fyllde hon många representativa uppgifter för kungahuset. Margriet och hennes man deltog alltid vid officiella besök av utländska statschefer. Dessutom gör prinsessan regelbundet ett officiellt besök i sitt hemland Kanada. Hon besökte regelbundet Nederländska Antillerna. Hon representerade Nederländerna vid många tillfällen, till exempel vid begravningarna av kung Hassan II av Marocko och den brittiska prinsessan Diana. Margriet följde också med sin äldsta syster vid parlamentsöppnandet (Prinsjesdag), liksom med sin familj på Koningsdag.
Sjukvård, handikappidrott och kultur är hennes intresseområden. Margriet har varit engagerad i Röda Korset från tidig ålder. Som vårdbiträde seglade hon på sjukhusfartyget Henri Dunant fram till sitt äktenskap. Mellan 1987 och 2011 var hon vice ordförande för holländska Röda Korset, som instiftade Prinsessan Margriets fond til hennes ära. På 1990-talet var hon styrelseledamot i Internationella rödakors- och rödahalvmånefederationen. För det arbetet gjorde hon många besök i problemregioner i världen, men också i sitt eget land kan vårdinrättningar räkna med hennes intresse. Mellan 1984 och 2007 var prinsessan ordförande för Europeiska Kulturstiftelsen, som vill bygga broar mellan de olika kulturerna i Europa.
Paralympiska spelen kunde räkna med hennes varma stöd från start. När Sovjetunionen vägrade att vara värd för Paralympics utöver Olympiska sommarspelen 1980 erbjöd Nederländerna att anordna evenemanget. Prinsessan Margriet tog plats i organisationskommittén, och det var hon som öppnade spelen den 21 juni 1980 i Papendal Sports Park. Hon har också alltid deltagit i de senare versionerna av Paralympics. Hon är hedersledamot i Internationella paralympiska kommittén.

## Anfäder
|                     |  |  |  |  |  |  |  |                               |  |  |  |  |  |  |  |                                |  |  |  |  |  |  |  | Ernst av Lippe-Biesterfeld               |
|                     |  |  |  |  |  |  |  |                               |  |  |  |  |  |  |  |                                |  |  |  |  |  |  |  |                                          |
|                     |  |  |  |  |  |  |  |                               |  |  |  |  |  |  |  | Bernhard av Lippe-Biesterfeld  |  |  |  |  |  |  |  |                                          |
|                     |  |  |  |  |  |  |  |                               |  |  |  |  |  |  |  |                                |  |  |  |  |  |  |  |                                          |
|                     |  |  |  |  |  |  |  |                               |  |  |  |  |  |  |  |                                |  |  |  |  |  |  |  | Caroline von Wartensleben                |
|                     |  |  |  |  |  |  |  |                               |  |  |  |  |  |  |  |                                |  |  |  |  |  |  |  |                                          |
|                     |  |  |  |  |  |  |  | Bernhard av Lippe-Biesterfeld |  |  |  |  |  |  |  |                                |  |  |  |  |  |  |  |                                          |
|                     |  |  |  |  |  |  |  |                               |  |  |  |  |  |  |  |                                |  |  |  |  |  |  |  |                                          |
|                     |  |  |  |  |  |  |  |                               |  |  |  |  |  |  |  |                                |  |  |  |  |  |  |  | Aschwin von Cramm                        |
|                     |  |  |  |  |  |  |  |                               |  |  |  |  |  |  |  |                                |  |  |  |  |  |  |  |                                          |
|                     |  |  |  |  |  |  |  |                               |  |  |  |  |  |  |  | Armgard von Cramm              |  |  |  |  |  |  |  |                                          |
|                     |  |  |  |  |  |  |  |                               |  |  |  |  |  |  |  |                                |  |  |  |  |  |  |  |                                          |
|                     |  |  |  |  |  |  |  |                               |  |  |  |  |  |  |  |                                |  |  |  |  |  |  |  | Hedwig von Sierstorpff                   |
|                     |  |  |  |  |  |  |  |                               |  |  |  |  |  |  |  |                                |  |  |  |  |  |  |  |                                          |
| Prinsessan Margriet |  |  |  |  |  |  |  |                               |  |  |  |  |  |  |  |                                |  |  |  |  |  |  |  |                                          |
|                     |  |  |  |  |  |  |  |                               |  |  |  |  |  |  |  |                                |  |  |  |  |  |  |  | Fredrik Frans II av Mecklenburg-Schwerin |
|                     |  |  |  |  |  |  |  |                               |  |  |  |  |  |  |  |                                |  |  |  |  |  |  |  |                                          |
|                     |  |  |  |  |  |  |  |                               |  |  |  |  |  |  |  | Henrik av Mecklenburg-Schwerin |  |  |  |  |  |  |  |                                          |
|                     |  |  |  |  |  |  |  |                               |  |  |  |  |  |  |  |                                |  |  |  |  |  |  |  |                                          |
|                     |  |  |  |  |  |  |  |                               |  |  |  |  |  |  |  |                                |  |  |  |  |  |  |  | Marie av Schwartzburg-Rudolstadt         |
|                     |  |  |  |  |  |  |  |                               |  |  |  |  |  |  |  |                                |  |  |  |  |  |  |  |                                          |
|                     |  |  |  |  |  |  |  | Juliana av Nederländerna      |  |  |  |  |  |  |  |                                |  |  |  |  |  |  |  |                                          |
|                     |  |  |  |  |  |  |  |                               |  |  |  |  |  |  |  |                                |  |  |  |  |  |  |  |                                          |
|                     |  |  |  |  |  |  |  |                               |  |  |  |  |  |  |  |                                |  |  |  |  |  |  |  | Vilhelm III av Nederländerna             |
|                     |  |  |  |  |  |  |  |                               |  |  |  |  |  |  |  |                                |  |  |  |  |  |  |  |                                          |
|                     |  |  |  |  |  |  |  |                               |  |  |  |  |  |  |  | Vilhelmina av Nederländerna    |  |  |  |  |  |  |  |                                          |
|                     |  |  |  |  |  |  |  |                               |  |  |  |  |  |  |  |                                |  |  |  |  |  |  |  |                                          |
|                     |  |  |  |  |  |  |  |                               |  |  |  |  |  |  |  |                                |  |  |  |  |  |  |  | Emma av Waldeck-Pyrmont                  |
|                     |  |  |  |  |  |  |  |                               |  |  |  |  |  |  |  |                                |  |  |  |  |  |  |  |                                          |

## Utmärkelser
- Storkorset av Nederländska Lejonorden
- Storkorset av Isabella den katolskas orden,  1980[9]
- Storkors av Sankt Olavs orden,  1 juli 1996[10]
- Storkors av Kronorden
- Storkorset av Oranien-Nassauorden
- Storkors av Hederslegionen
- Storkors av Kristi militärorden[11]
- Storkorset av Ekkronans orden
- Kommendör med stora korset av Nordstjärneorden
- Gula stjärnans hedersorden
- Förbundsrepubliken Tysklands förtjänstorden - storkors
- Den nationella Lejonordens storkors
- Mexikanska Aztekiska Örnorden
- Storkorsriddare av Republiken Italiens förtjänstorden
- Storkorset av Finlands Vita Ros’ orden

[Redigera Wikidata]